# ISO/IEC 6523
ISO/IEC 6523 Tecnología de la información – Estructura para la identificación de organismos y partes de organismos es un estándar internacional que define una estructura para la identificación unívoca de organismos y de sus partes en el intercambio de datos y especifica el proceso de registro para obtener un valor de Designador Internacional de Código (ICD) para un programa de identificación.
El estándar consiste en dos partes:
Parte 1: Identificación de programas de identificación de organizaciones que define una estructura para la identificación de organizaciones y de sus partes. Los componentes de esta estructura son los siguientes:
- un valor de Designador Internacional de Código (ICD), el cual identifica de forma unívoca la autoridad a la que se emite el código de la organización, con hasta un máximo de 4 dígitos
- un identificador de organización, con hasta un máximo de 35 caracteres
- un identificador de partes de organizaciones (OPI) (opcional), con hasta un máximo de 35 caracteres (una parte de una organización puede ser cualquier tipo de entidad en una organización.)
- un indicador de fuente OPI (opcional), solo 1 dígito, que especifica quién atribuyó el OPI

Parte 2: Registro de programas de identificación de organizaciones que define el proceso de registro para valores de ICD. Esto incluye:
- los requisitos de la autoridad de registro para valores de ICD.
- los procesos específicos para la asignación y eliminación de valores de ICD
- el contenido del registro/lista de los programas de identificación registrados

El estándar más expandido y que cumple con la norma ISO 6523 es el identificador denominado "Global Location Number" (GLN), desarrollado por los miembros de la empresa GS1. En los intercambios de B2B, es ampliamente usado por empresas para identificar ubicaciones o funciones dentro de una ubicación (por ejemplo: una fábrica, el departamento de contabilidad de una empresa, una administración, un almacén, una dirección de entrega, ...). Esto se vuelto clave para el intercambio de mensajes comerciales (pedidos, facturas,...) haciendo uso de especificaciones UN/EDIFACT.